# Piera Aiello
Pour les articles homonymes, voir Aiello.
Piera Aiello (née à Partanna le 2 juillet 1967) est une repentie (Testimone di Giustizia) et femme politique Italienne.

## Biographie
Piera Aiello est née dans la province de Trapani. En 1985, à l'âge de 18 ans, elle est contrainte d'épouser Nicolò Atria, fils du mafieux local Vito Atria qui est abattu 8 jours plus tard. Nicolò Atria est assassiné le 24 juin 1991 devant son épouse et sa fille âgée de 3 ans. À la suite de cet événement, Piera Aiello décide avec sa belle-sœur Rita Atria de dénoncer les deux assassins de son mari et collabore avec la justice, en particulier avec le juge Paolo Borsellino. Une autre identité lui est alors attribuée.
Le 25 juillet 2008, elle est nommée présidente de l'association anti-mafia Rita Atria.
Le 24 octobre 2012, elle présente son livre  Maledetta Mafia (Edizioni San Paolo) écrit à quatre mains avec Umberto Lucentini, journaliste et auteur de la biographie de Paolo Borsellino.
Le 10 décembre 2016, elle est nommée présidente d'honneur de l'association à but non lucratif et d'utilité publique antimafia et antiracket « Paolo Borsellino » de Marsala et le 23 mai 2017 elle est élue présidente de l'association antimafia et antiracket « La verità vive ».
En 2021 elle obtient son diplôme de licence en « sciences politiques » auprès de l’Université eCampus.

Circonscription Sicile 1-08 (Marsala)

Lors des élections générales italiennes de 2018, affiliée au Mouvement 5 étoiles, elle est élue à la Chambre des députés pour la circonscription Sicilia 1-08 (Marsala).
Il s'agit de la première parlementaire italienne élue sous le statut de repenti. Elle fait partie de la Commission parlementaire antimafia.
Selon la BBC, elle fait partie des 100 femmes les plus influentes au monde (most powerfull women).

## Candidat fantôme
Connue en Italie comme le « candidat fantôme », Piera Aiello s'est présentée aux élections à la Chambre des députés, le visage couvert d'un voile à cause des menaces de la mafia. En 2018, après avoir remporté le siège, elle a finalement révélé son visage au public.
Mais après son élection à la Chambre , elle fait l'objet d'une enquête pour « faux dans un acte public » par le ministère public de Sciacca. En effet, l'enquête liée à sa candidature fait apparaître qu'au bureau d'état civil de Partanna, où elle est née, le nom de Piera Aiello n'existe plus, précisément en raison de son statut de « repentie ». Selon le ministère public, elle n'aurait pas dû se présenter aux élections sous ce nom « gelé ». Piera Aiello entendue par le ministère public atteste que « Je peux prouver, avec les documents en main que je pouvais être candidate sous mon véritable nom ».

## Publication
- Avec Umberto Lucentini, Maledetta Mafia, Edizioni San Paolo, 2012.  (ISBN 978-88-215-7692-8)